# Sphaenothecus trilineatus
Sphaenothecus trilineatus är en skalbaggsart som beskrevs av Dupont 1838. Sphaenothecus trilineatus ingår i släktet Sphaenothecus och familjen långhorningar.
Artens utbredningsområde är:
- Costa Rica.
- Guatemala.
- Honduras.
- Nicaragua.

Inga underarter finns listade i Catalogue of Life.